# Scylacorhinus
Scylacorhinus es un género extinto de terápsido terocéfalo.